# 洛伊格爾恩

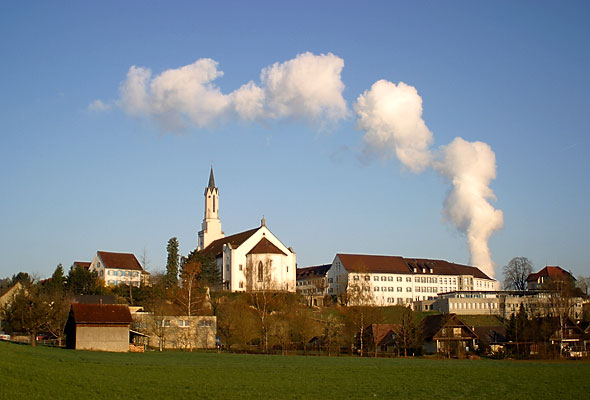

洛伊格爾恩是瑞士的城鎮，位於該國北部，由阿爾高州負責管轄，面積13.76平方公里，海拔高度332米，2012年人口2,116，六成半人口信奉羅馬天主教，人口密度每平方公里154人。